# Peter W. Barca
Peter William Barca (Kenosha, Wisconsin; 7 de agosto de 1955) es un político demócrata estadounidense y se desempeña como el actual secretario del Departamento de Hacienda de Wisconsin en la administración del gobernador Tony Evers.
Barca representó la parte norte de la ciudad de Kenosha y las áreas circundantes en la Asamblea del Estado de Wisconsin durante nueve períodos, que abarcaron los años 1985 a 1993 y 2009 a 2019, y fue el líder demócrata de 2011 a 2017. También se desempeñó como miembro del 103.er Congreso de los Estados Unidos entre 1993 y 1995, y fue el Administrador Regional del Medio Oeste de la Administración de Pequeñas Empresas de los Estados Unidos durante la presidencia de Bill Clinton.

## Primeros años
Barca nació en Kenosha, Wisconsin, el 7 de agosto de 1955 y pasó toda su juventud en el área de Kenosha. Se graduó de Mary D. Bradford High School en 1973 y obtuvo su título universitario de la Universidad de Wisconsin-Milwaukee. Asistió a la Escuela Harvard Kennedy y posteriormente obtuvo una maestría en administración pública y administración educativa de la Universidad de Wisconsin-Madison en 1983.
Comenzando su carrera como maestro de perturbaciones emocionales y líder de equipo para estudiantes con necesidades especiales, Barca se convirtió en el director del Friendship Camp, un campamento para niños con discapacidades. También se desempeñó como especialista en empleo.

## Asamblea del Estado de Wisconsin
Barca ingresó a la política en 1984 cuando ganó su primera elección a la Asamblea del Estado, sucediendo a Joseph Wimmer en el Distrito 64. En ese momento, el Distrito 64 acababa de ser rediseñado para cubrir la mitad norte de la ciudad de Kenosha y la ciudad de Somers.
Durante su mandato inicial en el Capitolio del Estado, Barca fue autor y aprobó una amplia variedad de propuestas que cubren temas como el desarrollo económico, la protección de las personas mayores y los discapacitados, la educación, el empleo y la capacitación laboral, la justicia penal y la protección del medio ambiente. También trabajó en estrecha colaboración con la delegación de Kenosha para ayudar a aprobar la legislación que condujo a la creación del Lakeview Corporate Park.
Barca también presidió varios comités legislativos especiales que llevaron al programa de reforma de bienestar social reconocido a nivel nacional de Wisconsin, implementó los galardonados sistemas de empleo y capacitación de "ventanilla única" y desarrolló la hoja de ruta para los servicios ferroviarios entre Kenosha y Milwaukee.
En 1991 y 1993, Barca fue elegido presidente del comité de mayoría en la asamblea estatal.
Barca renunció a su escaño en 1993 después de ser elegido miembro de la Cámara de Representantes de Estados Unidos.

## Congreso de Estados Unidos
A principios de 1993, el recién asumido presidente Bill Clinton nombró al congresista Les Aspin, quien desempeñó el cargo durante 22 años, como Secretario de Defensa de los Estados Unidos. Por lo tanto, Aspin tuvo que renunciar a su escaño del 1.º distrito congresional de Wisconsin y se convocó una elección especial para cubrir el resto de su mandato en el 103 ° Congreso de los Estados Unidos. Barca ganó por un estrecho margen una elección primaria demócrata competitiva, defendiéndose de sus compañeros asambleístas estatales Jeffrey A. Neubauer de Racine y Wayne W. Wood de Janesville. En las elecciones generales, Barca se enfrentó al republicano Mark Neumann, que había sido el oponente de Aspin en noviembre de 1992. Barca ganó por solo 675 votos, principalmente debido a una mala actuación en Racine. Neumann, a su vez, derrotó a Barca en las elecciones regulares de 1994 17 meses después.

## Carrera post-congresional
Después de que Barca perdió por poco su candidatura a la reelección, el presidente Clinton lo nombró para servir como Administrador Regional del Medio Oeste de la Agencia Federal de Pequeños Negocios de Estados Unidos. También se desempeñó como Defensor del Pueblo Nacional de la SBA. Barca también fue líder del Programa Nacional de Equidad Regulatoria, una iniciativa que incluyó a más de cincuenta presidentes de empresas en todo el país con el objetivo de hacer que la aplicación de las regulaciones sea amigable para las pequeñas empresas. Más tarde pasó a ser vicepresidente y luego presidente de Aurora Associates International, una empresa internacional de gestión de proyectos.

## Regreso a la política
En noviembre de 2008, después de una ausencia de 14 años, Barca fue elegido para representar al 64.º Distrito una vez más. Fue elegido nuevamente para ser presidente del comité de la mayoría y se desempeñó como copresidente del Comité Conjunto de Auditoría Legislativa y presidente de Partnership for a Stronger Economy.
Como presidente de Partnership for a Stronger Economy, Barca viajó por el estado para reunirse con varios propietarios de pequeñas empresas y profesionales del desarrollo económico para elaborar un plan económico para Wisconsin. La Alianza abrió el camino para ayudar a aprobar más de 50 iniciativas económicas en la sesión legislativa de 2009-10, incluido el Programa de Acceso a Capital para Pequeñas Empresas y el Programa de Subvenciones de Asistencia Empresarial, ambos escritos por Barca.
En las elecciones de mitad de período de 2010, los republicanos obtuvieron el control total del gobierno en Wisconsin. Después de las elecciones, Barça fue elegido por sus colegas para servir como líder demócrata de la Asamblea en la 100.ª Sesión Legislativa de Wisconsin. Siguió siendo líder de la minoría demócrata hasta septiembre de 2017, cuando renunció para centrar más la atención en su propia circunscripción.
En la sesión legislativa de 2011, Barca saltó a la fama nacional como líder en la lucha contra los cambios propuestos por el gobernador Scott Walker a la negociación colectiva en Wisconsin. Barca también encabezó a los demócratas de la Asamblea en protestar por la presunta violación de las leyes de reuniones abiertas por parte de los republicanos.
Barca fue el autor de una legislación para prohibir los mensajes de texto mientras se conduce en Wisconsin.
El 7 de enero de 2019, el gobernador de Wisconsin, Tony Evers, recién inaugurado, nominó a Barca para que se desempeñe como Secretario del Departamento de Ingresos de Wisconsin. Barca renunció a su escaño en la Asamblea al día siguiente. El Comité Senatorial de Agricultura, Ingresos e Instituciones Financieras aprobó por unanimidad su nominación el 22 de febrero de 2019, y el Senado en pleno confirmó su nombramiento el 8 de octubre de 2019.

## Redistribución de distritos
Durante la mayor parte de su carrera como representante del Distrito 64, su circunscripción se centró en cubrir la mitad norte de la ciudad de Kenosha y una parte de la ciudad de Somers, en el Condado de Kenosha. En 2011, sin embargo, la nueva mayoría republicana utilizó su poder para volver a dibujar los mapas legislativos del estado. El distrito de Barca se modificó para agregar partes del sur del Condado de Racine, incluido el pueblo de Elmwood Park, así como partes del pueblo de Mount Pleasant y la ciudad de Racine. El mapa rediseñado fue diseñado por la nueva mayoría republicana para eliminar los precintos de tendencia demócrata de lo que había sido el distrito 62 de la asamblea y, al hacerlo, también eliminar esos precintos del distrito 21 del senado, que está definido por los límites del distrito 61, 62 y 63 de la asamblea. Esto, junto con otros cambios, logró que los distritos previamente competitivos de la 62.ª asamblea y el 21º del Senado se convirtieran en escaños republicanos seguros.